# 乳糖醇
乳糖醇（英語：Lactitol）是一種糖醇，可當作食品添加劑或瀉藥。其具有相對於蔗糖大約40%的甜度，熱量也不高，可以在食品中作為甜味劑代替砂糖，或是乳化劑及增稠劑，在醫療方面亦能當作瀉藥。乳糖醇在大自然中不存在，必須通过人工加壓、氫化乳糖得到。乳糖的葡萄糖部分被還原成山梨醇，但是糖苷鍵沒有斷裂。1920年代第一次由從乳清中取得的乳糖製成，並於80年代開始應用在食品中，現在主要由Purac Biochem和杜邦化工旗下的Danisco兩家製造商生產。

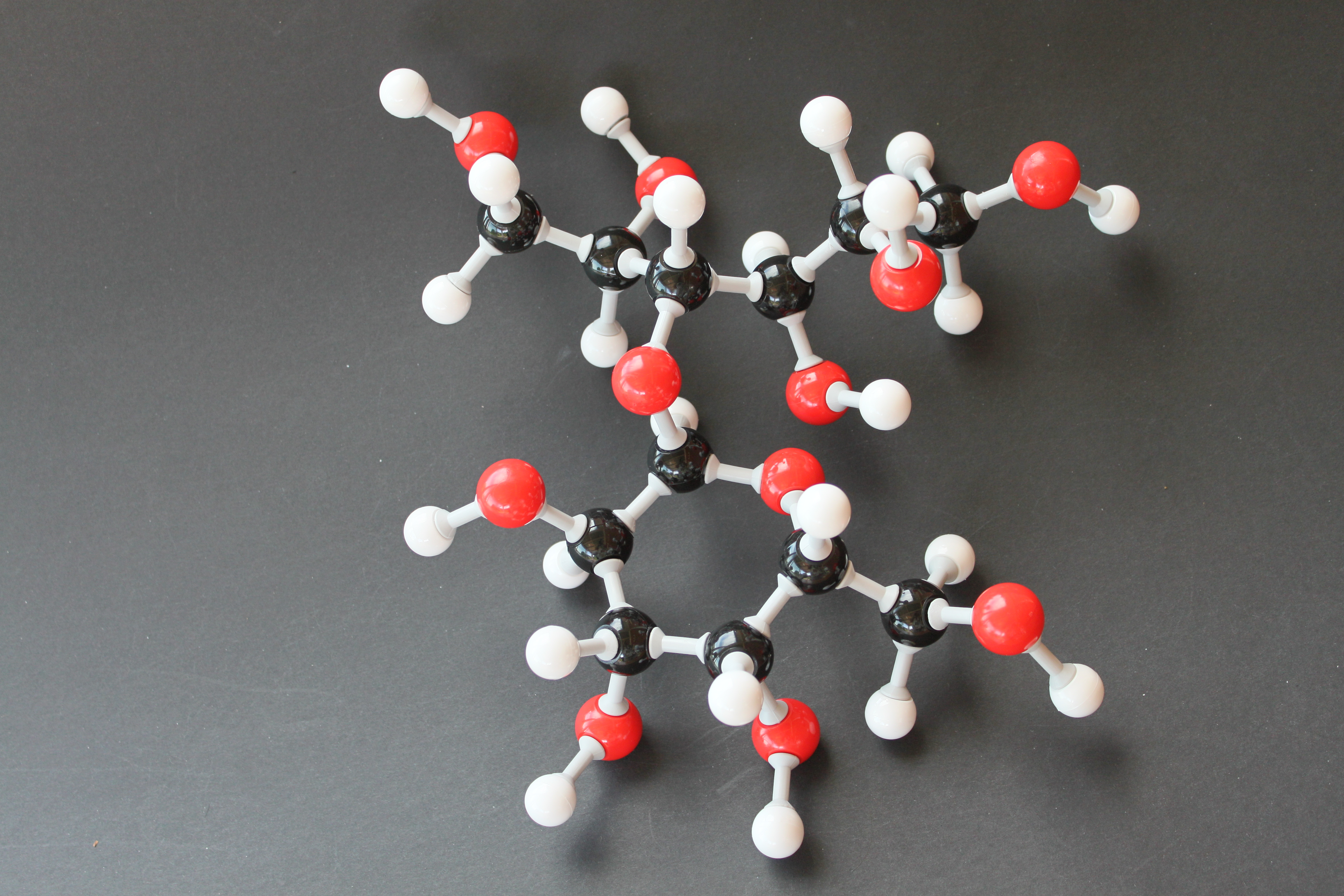
乳糖醇的分子模型

## 應用
乳糖醇有甜味、沒有餘韻，和木醣醇等糖醇一樣被運用在各式各樣的低熱量或低脂食品，良好的穩定性讓它在烘焙界受到較多歡迎。無添加砂糖的糖果、餅乾、巧克力和冰淇淋等食物都可以添加，但是價格昂貴所以用量通常不多。作為一種益生元，乳糖醇能被益生菌利用，進而維護大腸健康。由於人體對其吸收不佳，不同於一般碳水化合物每公克能提供4大卡（17千焦）的熱量，乳糖醇只能提供2.4大卡（10千焦）。
乳糖醇被列為某些處方藥的賦形劑，像是Adderall。
因為不易被人體吸收，乳糖醇到達大腸後改變腸中的滲透壓，利用滲透作用使水分進入其中並使內容物軟化、增大和刺激腸蠕動，所以其為能治療或預防便祕的瀉藥。商標名有Importal、舒必通等。
乳糖醇一水合物亦能夠和洋車前子殼（Ispaghula husk）合用，用以改善便秘、較輕微的高膽固醇血症或大腸激躁症。

## 安全性與健康
乳糖醇、赤藻糖醇、山梨糖醇、木醣醇、甘露醇和麥芽糖醇等皆屬於糖醇，而美國食品藥品監督管理局把糖醇歸為「一般认为安全（GRAS）」，被批准添加在食品當中。口腔裡的細菌難以代謝乳糖醇，而且它的升糖指數低，被認為不會導致齲齒或明顯增加血糖。乳糖醇在世界上許多國家都是合法的食品添加劑。
如同大部分的糖醇（赤藻糖醇除外），乳糖醇對任何攝取它的人都可能導致痙攣、胃腸氣脹和滲透性腹瀉。這是因為人類的上部胃腸道缺乏合適的β-半乳糖苷酶，使得大部分被攝取的的乳糖醇到達大腸，在那裡它被消化道中的微生物分解並增加腸內水分。有相關身體狀況的人應在攝取前諮詢醫師或營養師。
1983年起，乳糖醇就沒有一個明確的一日可接受攝取量，因為糧農組織/世衛組織食品添加劑專家聯合委員會認為其在一般的攝取情況下不會有健康危害。歐盟的食品科學委員會發現一日攝取控制在20至30公克內較不容易產生問題。